# Ronde van het Baskenland 2023 (vrouwen)
De tweede editie van de Ronde van het Baskenland voor vrouwen werd van 12 tot en met 14 mei 2023 verreden, onder de plaatselijke naam Itzulia Women. De wedstrijd maakt deel uit van de UCI Women's World Tour 2023. 
De eerste twee etappes werden gewonnen door Demi Vollering, de winnares van de eerste editie. Met een solo van dertien kilometer won de Zwitserse Marlen Reusser de derde en laatste etappe. Zij had een voorsprong opgebouwd van ruim 2,5 minuut die genoeg was om ook de leidster in het eindklassement te worden. Daarnaast won Reusser ook het puntenklassement. Het bergklassement was voor Vollering. Het ploegenklassement was voor hun beider ploeg Team SD Worx. Het jongerenklassement werd gewonnen door de Nieuw-Zeelandse Ella Wyllie van Lifeplus Wahoo.

## Deelnemende ploegen
Acht World Tourploegen namen deel, aangevuld met twaalf continentale ploegen, waaronder zes Spaanse.
| UCI World Tour teams                                                                                             | UCI Continental teams |
| --- | --- |
| Canyon-SRAM EF Education-TIBCO-SVB FDJ-Suez Israel Premier Tech Roland Jumbo-Visma Movistar SD Worx UAE Team ADQ | BePink Bizkaia-Durango Ceratizit-WNT Colombia Pacto Por El Deporte - GW Shimano Coop-Hitec Products Eneicat-RBH Global Groupe Abadie Laboral Kutxa-Fundación Euskadi Lifeplus Wahoo Massi-Tactic Soltec Sopela Women's Team |

## Etappe-overzicht
| etappe | datum  | start                  | finish                 | afstand  | type      | winnaar        | klassementsleider |
| ------ | ------ | ---------------------- | ---------------------- | -------- | --------- | -------------- | ----------------- |
| 1      | 12 mei | Etxebarria             | Markina-Xemein         | 122,2 km | Bergrit   | Demi Vollering | Demi Vollering    |
| 2      | 13 mei | Vitoria-Gasteiz        | Amurrio                | 133,2 km | Heuvelrit | Demi Vollering | Demi Vollering    |
| 3      | 14 mei | Donostia-San Sebastián | Donostia-San Sebastián | 114,8 km | Bergrit   | Marlen Reusser | Marlen Reusser    |

## Klassementenverloop
| Etappe       | Winnaar        | Algemeen klassement · | Puntenklassement · | Bergklassement · | Jongerenklassement · | Ploegenklassement |
| ------------ | -------------- | --------------------- | ------------------ | ---------------- | -------------------- | ----------------- |
| 1            | Demi Vollering | Demi Vollering        | Demi Vollering     | Demi Vollering   | Ella Wyllie          | SD Worx           |
| 2            | Demi Vollering | Demi Vollering        | Demi Vollering     | Demi Vollering   | Ella Wyllie          | SD Worx           |
| 3            | Marlen Reusser | Marlen Reusser        | Marlen Reusser     | Demi Vollering   | Ella Wyllie          | SD Worx           |
| 0Eindstanden | 0Eindstanden   | Marlen Reusser        | Marlen Reusser     | Demi Vollering   | Ella Wyllie          | SD Worx           |

Mannen:
1924 · 1925 · 1926 · 1927 · 1928 · 1929 · 1930 · 1931–1934 · 1935 · 1936–1968 · 1969 · 1970 · 1971 · 1972 · 1973 · 1974 · 1975 · 1976 · 1977 · 1978 · 1979 · 1980 · 1981 · 1982 · 1983 · 1984 · 1985 · 1986 · 1987 · 1988 · 1989 · 1990 · 1991 · 1992 · 1993 · 1994 · 1995 · 1996 · 1997 · 1998 · 1999 · 2000 · 2001 · 2002 · 2003 · 2004 · 2005 · 2006 · 2007 · 2008 · 2009 · 2010 · 2011 · 2012 · 2013 · 2014 · 2015 · 2016 · 2017 · 2018 · 2019 · 2020 · 2021 · 2022 · 2023 · 2024 · 2025
Vrouwen: 
2022 · 2023 · 2024 · 2025
Tour Down Under ·
Cadel Evans Great Ocean Road Race ·
Ronde van de Verenigde Arabische Emiraten ·
Omloop Het Nieuwsblad ·
Strade Bianche ·
Ronde van Drenthe ·
Trofeo Alfredo Binda-Comune di Cittiglio ·
Brugge-De Panne ·
Gent-Wevelgem ·
Ronde van Vlaanderen ·
Parijs-Roubaix ·
Amstel Gold Race ·
Waalse Pijl ·
Luik-Bastenaken-Luik ·
La Vuelta España Femenina ·
Itzulia Women ·
Ronde van Burgos ·
RideLondon Classic ·
Ronde van Zwitserland ·
Giro Donne ·
Tour de France Femmes ·
Ronde van Scandinavië ·
GP de Plouay-Bretagne ·
Simac Ladies Tour ·
Ronde van Romandië ·
Ronde van Chongming ·
Ronde van Guangxi
Afgelaste wedstrijden: The Women's Tour ·
Postnord Vårgårda WestSweden